# Jasienica Solna
Jasienica Solna (ukr. Ясениця-Сільна, Jasenycia-Silna) – wieś na Ukrainie w rejonie drohobyckim należącym do obwodu lwowskiego. 
W II Rzeczypospolitej wieś w powiecie drohobyckim województwa lwowskiego.
W latach 1939–1943 nacjonaliści ukraińscy z OUN-UPA zamordowali tutaj 23 Polaków, w tym 15 żołnierzy Wojska Polskiego, których 17 września 1939 spalili w stodole.